# Anh em Čapek

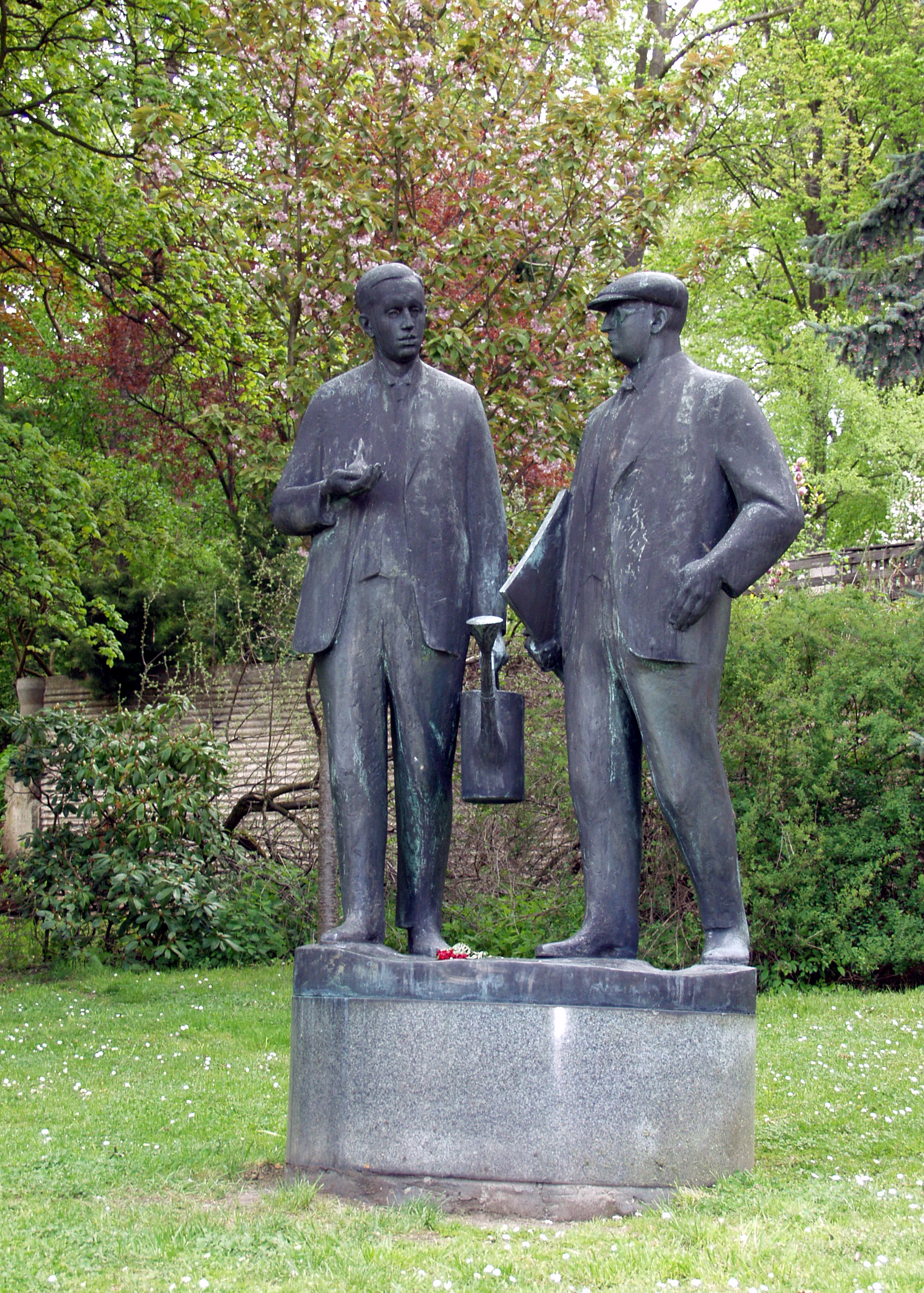
Tượng của hai anh em ở Malé Svatoňovice

Anh em Čapek là Josef và Karel Čapek, cặp đôi nhà văn người Séc đôi khi viết chung với nhau. Họ được tưởng nhớ cả về tác phẩm văn học/nghệ thuật và hoạt động chính trị chống lại chính quyền áp bức. Nhà của họ bây giờ là một di tích văn hóa của Cộng hòa Séc, và có nhiều đài tưởng niệm dành cho họ. Tác phẩm nổi tiếng nhất của anh em nhà này là vở kịch Chân dung cuộc đời của loài côn trùng, một câu chuyện ngụ ngôn hài hước.

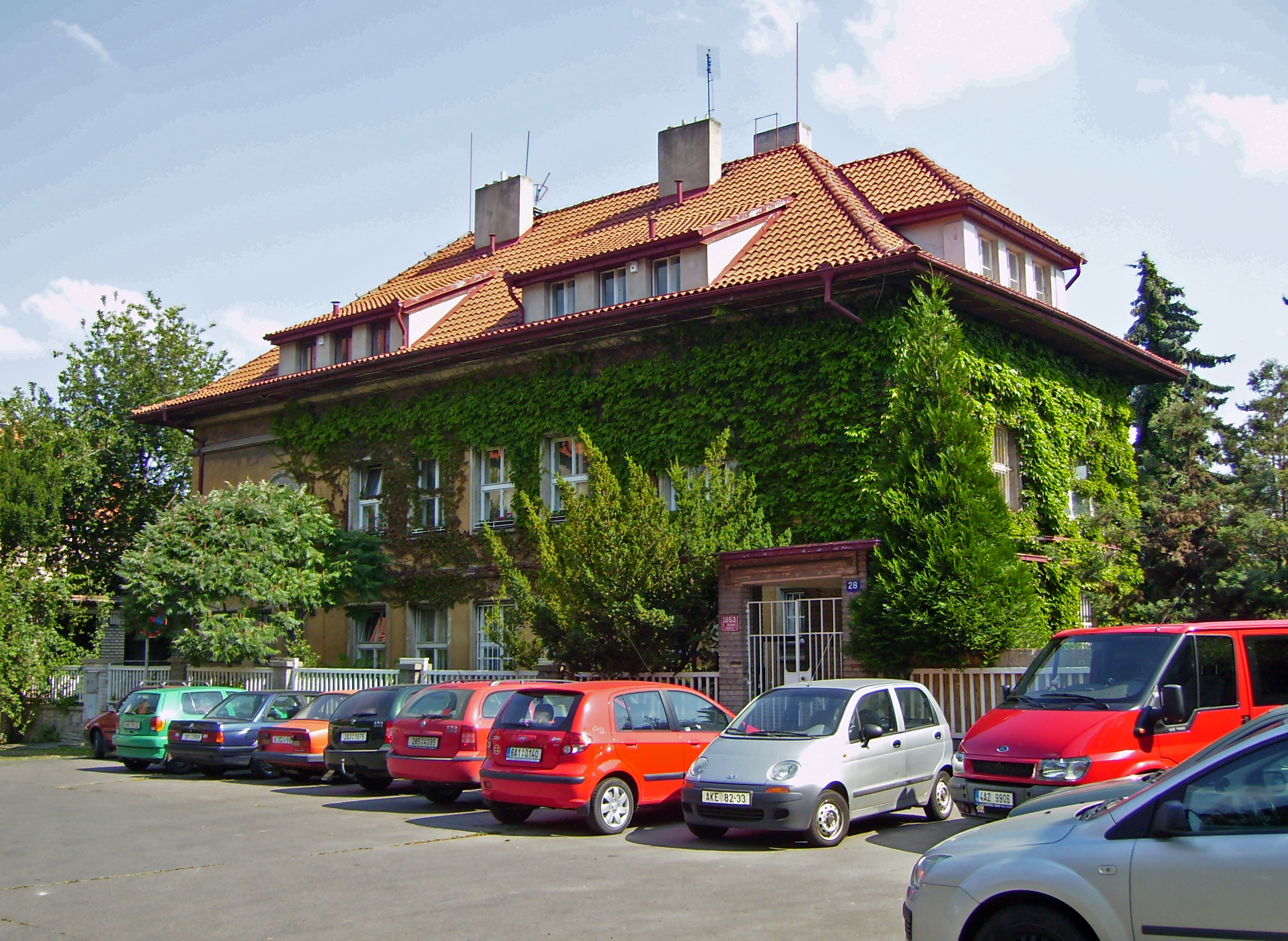
Nhà của hai anh em ở đường Bratří Čapků thủ đô Praha

## Sách
- Chấn động biển sâu (Zářivé hlubiny) 1916 – Tuyển tập truyện ngắn, cũng được minh họa bởi Josef. Câu chuyện tiêu đề có nhắc đến một con tàu được cho là không thể chìm được gọi là Oceanik.
- Khu vườn khổng lồ (Krakonošova zahrada) 1918 – Sự pha trộn giữa những câu chuyện và tiểu luận, tiêu đề đề cập đến vùng nông thôn nơi họ lớn lên.
- Chín câu chuyện cổ tích và những truyện khác của Josef Čapek như một sự suy ngẫm (Devatero pohádek) 1932 – Bài học từ cuộc sống cho trẻ em.

## Kịch
- Kẻ cướp đường (Loupežník) 1920
- Chân dung từ đời sống của loài côn trùng (Ze života hmyzu) 1921
- Adam Đấng Tạo hóa (Adam stvořitel) 1927